# Forza di Pace Caraibica
La Forza di Pace Caraibica (CPF), conosciuta anche come Caribbean Peace Force, è stata una forza militare.

## Storia
Composta da 350 membri provenienti dalle forze armate dei Paesi dell'Organizzazione degli Stati dei Caraibi Orientali, operante a Grenada, dall'ottobre 1983 al giugno 1985, dopo l'invasione di Grenada (nome in codice Operazione Urgent Fury) da parte degli Stati Uniti d'America e di molti altri paesi in risposta alla deposizione illegale e l'esecuzione del primo ministro grenadiano Maurice Bishop.
Il 25 ottobre 1983 i membri della forza dell'Organizzazione degli Stati dei Caraibi orientali sbarcarono dalle navi sulle coste di Grenada, in seguito alla sconfitta delle ultime resistenze delle forze armate grenadiane e cubane e al rovesciamento del governo militare di Hudson Austin.

## Stati membri
Gli stati membri che parteciparono alla missione Urgent Fury:
- Antigua e Barbuda
- Barbados
- Dominica
- Giamaica
- Saint Lucia
- Saint Vincent e Grenadine